# Oligotrichum novae-guineae
Oligotrichum novae-guineae är en bladmossart som beskrevs av G. L. Smith 1971. Oligotrichum novae-guineae ingår i släktet Oligotrichum och familjen Polytrichaceae. Inga underarter finns listade i Catalogue of Life.